# Gerald Roche Lynch
Pour les articles homonymes, voir Lynch.
Gerald Roche Lynch, né à Notting Hill à Londres le 12 janvier 1889 et mort à Slough le 3 juillet 1957, est un scientifique médico-légal et analyste en santé publique britannique, associé à plusieurs meurtres tristement célèbres en tant qu'expert médico-légal. Expert en poisons, il a témoigné dans de nombreuses affaires de meurtre au XXe siècle.
Il a contribué de manière importante au projet de loi « Bastardy (Blood Tests) Bill » de 1939, concluant que les tests sanguins pouvaient prouver avec précision la paternité (la précision était bien inférieure à celle des tests ADN modernes).

## Biographie
Roche Lynch est né à Notting Hill, à Londres, le 12 janvier 1889. Il est le fils du Dr Jordan Roche Lynch. Il fait ses études à la St Paul's School (Londres), puis étudie la médecine grâce à une bourse de l'école de médecine du St Mary's Hospital Medical School (en) à partir de 1906. Il obtient son diplôme de médecine en 1913. 
En 1919, il épouse Sybil Marguerite Pinnock, décédée très jeune. Le couple aura une fille, Bridget Roche Lynch.
Durant la Première Guerre mondiale, il sert comme médecin adjoint dans la Royal Navy. Il travaille ensuite auprès de William Willcox et, en 1920 (à seulement 31 ans), le remplace comme représentant du ministère de l'Intérieur pour assister officiellement la CID dans les enquêtes criminelles impliquant des empoisonnements, ce qui l'amène fréquemment à travailler aux côtés de Bernard Spilsbury (en). Il devient directeur du service de pathologie chimique de l'hôpital St Mary's pour le compte du ministère de l'Intérieur en 1936. Il est président du Royal Institute of Chemistry de 1946 à 1949. 
Il prend sa retraite en 1954 et meurt à son domicile de Slough le 3 juillet 1957, à l'âge de 68 ans. 

## Affaires célèbres
- Meurtre du policier Gutteridge par Browne and Kennedy (en) (1928)
- Edmund Duff / Violet Sydney (1928)
- Sidney Harry Fox (en) (1930)
- Sarah Ann Everard (aka Annie Hearn (en)) (1931)
- Meurtre d'Edith Rosse par Maundy Gregory (en) (1932)
- Vera Page (en) (1932)
- Brighton trunk murders (en) (1934)
- Ethel Major (en) (1934)
- Dorothea Waddingham (en) (1936)
- Cheltenham torso mystery (en) (1938)
- Meurtre de William Murfitt (1938)
- August Sangret (en) (1943)

## Publications
- 1927 : Cases of Poisoning and Suspected Poisoning
- 1933 : Evidence of Blood Groups
- 1935 : Poisons and Their Detection
- 1937 : Blood Group Tests in Disputed Paternity